# Maccheroni con la trippa
I Maccheroni con la trippa sono una zuppa della cucina savonese, tradizionalmente preparata per il pranzo di Natale, principalmente composta da trippa, salsiccia e maccheroni.

## Ingredienti
Brodo di gallina o cappone, carota, cipolla, prezzemolo, foglie di cardo, trippa di vitello, salsiccia di maiale, maccheroni al torchio, vino bianco, burro, olio d'oliva, formaggio grana, sale.

## Preparazione
La trippa è cotta nel brodo di cappone con i maccheroni, il cardo e salsiccia dove si aggiungono cipolla, prezzemolo, salsa di pomodoro, olio d'oliva e un bicchiere di vino bianco.
Si serve con una manciata di parmigiano.